# جعفر أباد (سياوشان)
جعفر أباد (بالفارسية: جعفرآباد) هي قرية تقع في إيران في قسم سیاوشان الريفي. يقدر عدد سكانها بـ 117 نسمة بحسب إحصاء 2016.